# Armoriale dei comuni della provincia di Gorizia
Questa pagina contiene le armi (stemmi e blasonature) dei comuni della provincia di Gorizia.
| Stemma                    | Comune e blasonatura | Gonfalone                            |
| ------------------------- | --- | ------------------------------------ |

Stemma della Provincia di Gorizia

|                           | Capriva del Friuli D'azzurro alla falce, al rastrello di nove denti, al badile d'argento, posti in banda, in palo, in sbarra, manicati di nero, al covone di frumento d'oro, legato di rosso di tre, attraversante in fascia, con le spighe a sinistra. Ornamenti esteriori di Comune D.P.R. dell'11 ottobre 1983 Gonfalone: drappo partito di bianco e di rosso… |                                      |
|                           | Cormons Gonfalone: drappo partito di rosso e di bianco… |                                      |
|                           | Doberdò del Lago |                                      |
|                           | Dolegna del Collio Troncato, il primo d'azzurro caricato da una collina al naturale sulla quale è infissa una vanga d'oro vanga in palo manicata di legno e accollata da due tralci di vite al naturale decussati e fruttati d'oro di quattro; il tutto circondato da sei stelle d'argento (3,3) raggiate di cinque; il secondo di rosso ad una penna d'oca d'oro in sbarra D.P.R. n. 2189 del 9 febbraio 1983 Gonfalone: drappo di bianco… Gonfalone secondo bozzetto ufficiale: drappo troncato di rosso e di azzurro… | Gonfalone secondo bozzetto ufficiale |
|                           | Farra d'Isonzo |                                      |
|                           | Fogliano Redipuglia Campo di cielo, il Sacrario di Redipuglia al naturale, la pavimentazione è caricata a sinistra dal Leone di San Marco, tenente con la branca sinistra un libro in banda; il tutto in oro, stilizzato, sopra la mezzaluna che rappresenta i Turchi; a destra, sempre in basso, un gladio spezzato accollato da due rami d'alloro al naturale in doppia decusse. Ornamento esteriore da Comune Gonfalone: Drappo azzurro riccamente ornato da ricami in argento. Comune di Fogliano Redipuglia. Le pareti in metallo ed i cordoni saranno argentati. L'asta verticale sarà ricoperta di velluto azzurro con bullette argentate poste a spirale. Nella freccia sarà rappresentato lo stemma del Comune e sul gambo inciso il nome. Cravatta a nastri tricolorati dai colori nazionali frangiati in argento |                                      |
|                           | Gorizia D'azzurro, alla muraglia cimata di tre torri, la centrale più alta, muraglia e torri merlate alla ghibellina, il tutto di argento, aperte, finestrate e murate di nero terrazzate di verde D.C.G. del 14 aprile 1929 Gonfalone: Drappo rettangolare di stoffa azzurra, frangiata d'argento, attaccata per il lato corto ad un'asta ricoperta di velluto pure azzurro, con bullette di metallo bianco poste a spirale e cimata di una freccia argentata con lo stemma del comune. Cravatta o nastri tricolorati dai colori nazionali, frangiati d'argento; Al gambo della freccia vengono annesse le medaglie e la croce di guerra, concesse alla Città di Gorizia |                                      |
|                           | Gradisca d'Isonzo Gonfalone: Drappo troncato di giallo e di azzurro… |                                      |
|                           | Grado Di rosso alla torre d'argento di due palchi, murata di rosso, merlata alla ghibellina, il primo palco di cinque merli, il secondo di tre, aperta e finestrata di due del campo. Ornamenti esteriori di città D.P.R. del 5 marzo 1984 Gonfalone: Drappo di rosso riccamente ornato di ricami d'oro e caricato dello stemma comunale , con la iscrizione centrata in oro: Città di Grado. Le parti di metallo ed i cordoni saranno dorati. L'asta verticale sarà ricoperta di velluto rosso con bullette dorate poste a spirale. Nella freccia sarà rappresentato lo stemma della Città e sul gambo inciso il nome. Cravatta con nastri tricolori dai colori nazionali frangiati in oro |                                      |
|                           | Mariano del Friuli |                                      |
|                           | Medea D.P.R. del 25 novembre 1976 Gonfalone: drappo troncato di bianco e di rosso… |                                      |
|                           | Monfalcone D'argento, al falco al naturale, su un monte roccioso D.C.G. del 1º aprile 1937 Gonfalone: drappo di azzurro… |                                      |
|                           | Moraro |                                      |
|                           | Mossa D'argento ad un'ogiva d'azzurro caricata della figura di San Marco Evangelista, vestito di bianco, aureolato d'oro, sostenente il vangelo aperto, e da un leone al naturale in maestà accovacciato ai piedi del Santo su campagna di verde. Ornamenti esteriori da Comune D.P.R. del 18 febbraio 1978 Gonfalone: drappo di azzurro… |                                      |
|                           | Romans d'Isonzo Di argento, alla fascia ondata d'azzurro, accostata da tre stelle dello stesso, di sei raggi, poste due in capo ed una in punta. D.P.R. del 9 gennaio 1959 Gonfalone: drappo partito di azzurro e di bianco… |                                      |
| Stemma in forma sannitica | Ronchi dei Legionari Lo stemma del Comune di Ronchi dei Legionari è costituito da uno scudo di colore rosso, attraversato da una catena di monti argentei con tre cime, il cui orlo inferiore è riempito da un prato verde, nel quale mettono radice quattro viti verdi naturali, che si innalzano fino alla metà dello scudo. Gonfalone: drappo di rosso bordato di giallo… |                                      |
|                           | Sagrado |                                      |
|                           | San Canzian d'Isonzo D'oro, alle tre croci rosse. Capo del Littorio: di rosso (porpora) al fascio littorio d'oro circondato da due rami di quercia e d'alloro annodati da un nastro dai colori nazionali. Ornamenti esteriori da Comune R.D. del 21 agosto 1937 Gonfalone: Drappo di colore azzurro, riccamente ornato di ricami d'argento e caricato dello stemma sopra descritto con l'iscrizione centrata in argento: "Comune di S. Canzian d'Isonzo". Le parti in metallo ed i cordoni saranno argentati. L'asta verticale sarà ricoperta di velluto azzurro, con bullette argentate poste a spirale. Nella freccia sarà rappresentato lo stemma del Comune e sul gambo inciso il nome. Cravatta e nastri tricolorati dai colori nazionali, frangiati d'argento. |                                      |
|                           | San Floriano del Collio Tagliato: il PRIMO, di azzurro, al grappolo d'uva di argento, unito al tralcio al naturale, pampinoso di tre di verde; il SECONDO, d'oro, alla figura del milite effigiante San Floriano, con il viso, le braccia, le gambe di carnagione, con la corazza e l'elmo di argento, con il mantello di rosso, con gli stivali di cuoio al naturale, tenente con la mano sinistra l'asta di nero, posta in palo, cimata dalla bandiera a fiamma di rosso, sventolante a destra in fascia, il Santo posto a sinistra, in atto di versare acqua al naturale dal secchio di nero, posto in sbarra, tenuto dalla mano destra, l'acqua rivolta verso la chiesa d'argento, posta a destra, con loggia centrale di cinque luci, di nero, con due finestrelle tonde dello stesso, munita di quattro porte, di nero, unita a sinistra al campanile d'argento, coperto di rosso, finestrato con bifora, di nero, con finestrella tonda sotto la bifora, dello stesso, con cinque sottostanti fenditure, di nero, una, una, due, una, chiesa e Santo sostenuti dalla pianura di verde. Ornamenti esteriori da Comune. D.P.R. del 13 luglio 2004 Gonfalone: drappo di bianco con la bordatura di azzurro… |                                      |
|                           | San Lorenzo Isontino |                                      |
|                           | San Pier d'Isonzo Di rosso, alla croce d'argento diminuita, alle chiavi d'oro, in decusse, con gli ingegni verso il basso. Ornamenti esteriori di Comune. Gonfalone: Drappo di colore giallo… |                                      |
|                           | Savogna d'Isonzo |                                      |
|                           | Staranzano Gonfalone: drappo partito di rosso e di bianco… |                                      |
|                           | Turriaco |                                      |
|                           | Villesse D'argento, all'aquila al naturale, rivolta, dal volo abbassato, dai cui artigli partono due fulmini di rosso, rivolti verso il basso, ferma su una torricella terminante con un manicotto finestrato e fondata entro una cinta murale al naturale, diruta a sinistra, questa fondata in sbarra abbassata, aperta di tre archi, a cavallo di un fiume d'azzurro ondato d'argento, accostato a sinistra da un albero di verde nodrito sul ponte e a destra da un monte di verde nascente dal fianco destro. Ornamenti esteriori da Comune. R.D. del 29 luglio 1923 |                                      |